# Милутин Дедић
Милутин Дедић (Шибеник, 30. октобар 1935 — Београд, 11. март 2021) био је српски академски сликар, историчар уметности и путописац.

## Биографија
Рођен је у српској породици у Шибенику, од оца Јована радника и мајке Веронике (Јелке) Дедић. Мајка је удајом поново прешла у православље, у којем је до 17. века била њена породица у месту Рупе. Био је ожењен, има два сина, Луку (академски сликар), и Филипа (дипломирао филмску монтажу). Његов рођени брат био је познати хрватски певач, песник, композитор и текстописац Арсен.
Школовао се у Шибенику и са 18 година постао 1953. године учитељ, са службом у месту Дубравици. Рад је наставио у Примоштену, да би војни рок одслужио у Задру. Милутин је у Београд дошао 1957. године, а 1962. године је дипломирао историју уметности на Филозофском факултету у Београду.
Милутин Дедић је био учесник преко 30 међународних и домаћих уметничких колонија, излагао је у Републици Србији, Републици Српској и иностранству. Посебно је занимљиво да је више од двадесет пута посећивао манастир Хиландар, (који је обилато помагао Краљ Милутин, где је на месту старе цркве саградио нову саборну цркву), који му је био велика инспирација у преко 500 цртежа и слика на којима се налази манастир Хиландар.
Чести мотиви на Дедићевим сликама су воденице, океанска пучина, историјски крајпуташи и споменици љубави, манастири, културно-историјски споменици, лепоте у Србији, а пре распада Југославије и у родном Шибенику, и широм Далмације.
Мотиви воденица и манастира Хиландар заузимају посебно место у интересовању Милутина Дедића, тако да је и као историчар уметности, познавалац традиције и историје воденичарства, историје Хиландара и српске културне баштине.
Интересовање за воденице потиче још из Милутинове младости, те каже:
| „               | Воденице су, откад постоји српски народ жучи саставни део његовог живота. Али, да би прича о воденицама и сличним темама могла да буде довољно убедљива мора јој се прићи са извесном дозом субјективности. Мој први сусрет са овим прелепим грађевинама био је давно у Далмацији. Рођен сам у Шибенику, граду на мору, али поред кога се налази и ушће реке Крке, познате по прелепим слаповима. Ми смо за време Другог светског рата, у време бомбардовања те области, били принуђени да се склонимо у једну воденицу на реци Крки. Доживљаји и успомене на боравак у тој воденици остали су свежи до данашњег дана. Када сам 1957. године дошао на студије у Београд, питао сам се да ли у Србији има воденица, јер о томе нисам много знао. Увек ме је занимала културна баштина, односно све оно шта су људски Дух и руке створили. Пошто сам веома желео да упознам манастире у Србији догодило се да сам трагајући за њима, веома често наилазио на воденице. Утиске са тих путовања забележио сам у више од 40 дневника у којима се налази неколико стотина записа и цртежа о воденицама. Касније смо мој пријатељ Михајило Вујанић и ја дошли на идеју да на основу бројног материјала приредимо књигу о воденицама, која је 1999. године издата под насловом „Воденица божија и ђавоља“. | ” |
| — Милутин Дедић | |   |

О свом животном путу Милутин Дедић између осталог каже: 
| „ | До 1962, када сам дипломирао, променио сам тридесет и пет адреса и исто толико газдарица, студирао сам и радио као коњ, све и свашта. Не, ниједног тренутка нисам помишљао да одустанем, да се вратим... Јесте мени Шибеник у срцу, али ми је Србија у души. То се лако да објаснити... | ” |

Милутин Дедић је саставио 40 укоричених књига, које броје око десет хиљада страница, испуњених записима, а са четири хиљаде портрета и три хиљаде цртежа. У посебним блоковима су још две хиљаде радова већег формата и у колору.
Као познаваоца српске традиције и културне баштине, манастира Хиландар, Милутина Дедића називају сликаром културне баштине.
Од 2019. године сарађује са Издавачком кућом 4СЕ која је објавила 3 наслова Пркос ветру и времену(2019), Светлост у тами векова(2019)  и Осмех винског духа(2020). У припреми су и постхумна издања у сарадњи са његовим синовима.
Преминуо је у Београду 11. марта 2021. године.
Од августа 2022. његов легат са библиотеком, архивом, дневничким записима и личним стварима налази се у Адлигату.
Октобра 2023. објављена је Дедићева књига „Записи с предумишљајем”.